# ماریه یاماگوچی
ماریه یاماگوچی (انگلیسی: Marie Yamaguchi؛ زادهٔ ۲۲ اکتبر ۱۹۸۹) بازیکن راگبی ۷ نفره زن اهل ژاپن است.
وی در مسابقات کشوری و بین‌المللی در مجموع برندهٔ ۱ مدال نقره شده‌است.